# Szabó Tibor Benjámin
Szabó Tibor Benjámin (Gyula, 1976. augusztus 21. –) magyar író, szerkesztő, könyvkiadási szakember.

## Életpályája
2006-2010 között a Bárka folyóirat online magazinjának szerkesztője volt, 2010-ben a Veszprém.hu portál főszerkesztőjeként dolgozott, 2011-2014 között az Új Könyvpiac könyvszakmai magazin felelős szerkesztője volt. 2020 áprilisáig az Athenaeum Kiadó és a Partvonal Kiadó ügyvezető igazgatójaként dolgozott. 2020 áprilisától 2021 márciusáig az Alexandra könyvesboltokat üzemeltető Bookangel Kft. ügyvezető igazgatója volt. 2022-től a Líra Kiadó projektmenedzsere, a Líra Könyv Zrt. kereskedelmi vezetője.
2019 óta a PTE Könyvmenedzsment szakirányú képzés vendégelőadójaként könyves gazdálkodást oktat.
2004-től publikál szépirodalmat, irodalomkritikát a magyar nyelvterület különböző folyóirataiban.
Csapody Kingával párban a Szépírók Társasága tehetséggondozó programjának és alkotótáborának  [Ir(T)áS] szervezője és mentora. 2012-től a [Ir(T)áS] független táborként üzemelt.
Kultúrpolitikai diskurzusok rendszeres résztvevője. 2014-ben a Hvg online magazinjában a magyar könyvkiadás kitettségére hívta fel a figyelmet, 2019-ben a 24.hu portálon az ún. Tihanyi jobboldal politikai törekvéseinek kultúrfilozófiai kritikáját állította össze elemzésében.
2014 óta az IsoArt Alapítvány Kultúrfaló című csepeli beszélgetéssorozatának állandó házigazdája. A sorozat keretében többek között Ungváry Krisztiánnal, Lakner Zoltánnal, Uj Péterrel, Parászka Borókával, Várszegi Asztrikkal, Ceglédi Zoltánnal és Krekó Péterrel beszélgetett társadalmi és művészeti kérdésekről.
2019 májusában, Yuval Noah Harari Magyarországra látogatásakor az izraeli történészprofesszor magyar kiadójának rendezvényén a Societé Budapest átriumában tartott előadást Harari kultúrfilozófiájáról.
2021 januárjában a Könyvépítők podcast vendégeként a magyar könyvkiadás alapvető kihívásairól tartott előadást.

## Könyvei
- A ciprusi király. Kisregény; Item, Békéscsaba, 2004
- A lányos apukák puskája. Kisprózák, szerelmek, Loliták; Pont, Bp., 2007
- 47. Démonok ideje. Regény; Noran 2004, Bp., 2009
- Kamufelhő. Hűtlen apák könyve; Scolar, Bp., 2012
- Epic. Az első küldetés; Manó Könyvek, Bp., 2014
- Epic.Elmék labirintusában; Menő Könyvek, Bp., 2022

## Díjai
- Móricz Zsigmond-ösztöndíj (2010)